# 雷射超人 起源
《雷射超人 起源》是Ubisoft為PlayStation 3、Xbox 360、Wii、PlayStation Vita、Nintendo 3DS和Microsoft Windows開發和發佈的平台游戏。這是雷曼系列的第四部主要作品，也是自2003年《雷曼3：强盗侵袭》以來的第一部主要作品。該遊戲於2011年11月15日在北美、2011年11月24日在澳大利亞和2011年11月25日在歐洲發布，適用於PlayStation 3、Xbox 360和Wii，隔年在 PlayStation Vita、Nintendo 3DS和Microsoft Windows上發布。該遊戲的OS X版本於2013年12月12日由Feral Interactive發布。故事講述了雷曼、他的朋友格羅伯克斯和兩個小小們與暗黑卡通和其他感染夢想林地的邪惡生物戰鬥。
《雷射超人 起源》獲得了評論界的好評，因其圖形風格、關卡設計和幽默感而受到高度讚揚。儘管廣受好評，但該遊戲在發布之初經歷了低迷的銷售，但最終銷售良好並為公司的收益做出了貢獻。一款基於《起源》的手機遊戲，名為《Rayman Jungle Run》，由Pastagames開發，並於2013年5月29日在iOS、Android和Windows Phone 8上發布。續集《雷曼：傳奇》於 Microsoft Windows、PlayStation 3、PlayStation Vita 、Wii U和Xbox 360於2013年8月29日在澳大利亞、2013年8月30日在歐洲和2013年9月3日在北美獲得了類似的好評。

## 故事
遊戲開始時，泡泡夢想家「雷曼」（Rayman）、他最好的朋友「格羅伯克斯」（Globox）和幾個小小（Teensie）正在泡泡夢想家的休息場所打鼾樹上放鬆。然而，他們的鼾聲在一個偽裝成花朵的奇怪麥克風的幫助下，打擾了來自活死人之地的一位老奶奶，她派遣一支由可怕生物和暗黑卡通組成的邪惡軍隊到世界各地報復。 被喚醒的英雄們試圖反擊，但卻被擊敗並被俘虜起來。雷曼逃脫並發現暗黑軍團已經俘獲了世界上的Electoons，囚禁了寧芙貝蒂拉和她的姐妹們，並使夢想林地陷入混亂。導致泡泡夢者發瘋，做惡夢。魔術師派雷曼和他的朋友們去收集足夠的Electoons來治愈泡泡夢者並修復林地，他們努力尋找Electoons，使他們能夠進入格萊德的土地，沿途營救寧芙。
最終，他們前往一扇神秘的大門，只有解救因泡泡夢者的噩夢而變成怪物的林地之王後才能打開大門。釋放所有林地之王後，寧芙貝蒂拉和她的姐妹們就能夠打開星門，讓雷曼進入充滿雷電與機械的天空城。他們在那裡發現他們之前所謂的朋友魔術師是所有混亂的罪魁禍首。他暗自欽佩原版雷曼的反派黑暗先生，並且是導致活死人之地力量和夢魘之地進攻的事件的幕後黑手，他專注於英雄並利用他們賦予他的權力並使用他的惡魔機器。 魔術師隨後將雷曼和他的朋友與他的機械怪物一起送進了一個坑，不過他們逃脫並返回了他的辦公室。 之後魔術師開始跳舞，讓他們陷入跳舞中，趁機逃跑。 英雄們用逃生飛艇追逐並與魔術師戰鬥，使其撞上機械城的能量球。能量球爆炸後導致機械城爆炸，而雷曼和他的朋友們則自由落體回到打鼾樹，繼續放鬆的生活。
如果玩家在整個遊戲中設法收集十顆紅寶石牙齒，他們就可以進入活死人之地，那裡等待著另一個怪物，Big Mama。一旦擊敗了Big Mama，就會發現她是活死人之地的寧芙，因為黑暗之門而變成了夢魘，隨後她感謝了救她的人。

## 遊戲玩法
《雷射超人 起源》是一款橫向捲軸平台遊戲，風格與原版《雷射超人》遊戲相同。《雷射超人 起源》最多可與四名本地玩家一起玩，他們可以隨時加入或退出。玩家可以選擇控制雷曼、格羅伯克斯或兩個小小，並隨著遊戲的進行提供額外的服裝。
玩家穿越每個級別，與敵人戰鬥並營救被監禁的Electoon。隨著遊戲的進行，玩家會獲得新的能力，例如爬牆、在空中滑翔、游泳和縮小尺寸以到達新的區域。某些片段還看到玩家騎著蚊子，玩家可以在那裡射擊敵人或吸入並發射它們。如果角色被敵人或危險擊中，他們會“冒泡”，或膨脹成氣球狀。為了擺脫這種狀態，另一個玩家可以拍打或跳到他們身上，類似於《新超級瑪利歐兄弟Wii》。玩家還可以收集可以保護他們免受一擊的心。但是，如果所有玩家同時冒泡，或者如果一個角色在單人遊戲中被擊中，他們就會爆炸並且遊戲將返回到最後一個檢查點，通常是玩家之前經過的黑暗阻擋者，或者玩家的最後一個地方 打破了籠子。在每個級別中，玩家都可以收集黃色Lums，他們將需要Electoon。當角色收集Lum King時，它會在短時間內將所有Lum變為紅色。Red Lums值兩個黃色Lums。也有放置在隱藏或危險區域的骷髏幣。如果成功收集，它們價值25 Lums。如果玩家在收集骷髏幣時受到傷害，他們將失去它。在這種情況下，玩家必須再次嘗試獲得硬幣。
為了推進故事的某些部分，玩家需要釋放Electoons。獲得Electoons的最常見方法是將它們從籠子中釋放出來；每個關卡末有一個，在隱藏區域可以找到更多，並且由幾個共同使用力場保護籠子的敵人守衛，團隊必須擊敗每個使用力場的敵人，然後籠子才能被摧毀。籠子只能在帶有綠色掛鎖的一側損壞。大多數籠子都隱藏在秘密通道中，因此一旦Electoons自由，他們將創建一個通往這些通道外部的門戶。每個級別都包含一個獎章，顯示玩家完成了多少Electoon挑戰，例如打破單個籠子、收集特定數量的Lums或在級別完成時擊敗時鐘。每個級別都有隱藏的籠子，範圍從1到3。通過在一個級別內收集一定數量的Lums並清除一次通關後解鎖的計時賽，可以獲得更多Electoons。在這些挑戰中的任何一個中獲得高分也可以獲得獎牌和獎杯。玩家還可以解鎖特殊的“寶箱”關卡，在這些關卡中，他們必須在危險的路線上追逐失控的寶箱才能獲得一顆骷髏牙。完成所有的牙齒可以進入獎勵級別，The Land of the Livid Dead。
儘管由於遊戲引擎的高度通用性，遊戲的每個版本幾乎都相同，但跨平台仍存在一些細微差別。Wii版本的遊戲利用Wii遙控器的多功能性（雖然不是運動控制）提供三種不同的控制方案，而Nintendo 3DS版本則在觸摸屏上顯示玩家在特定關卡期間的當前進度。PlayStation Vita版本有一些額外的可解鎖內容，PlayStation 3和Xbox 360版本支持在線成就。

## 開發
該遊戲在Ubisoft 2010年E3新聞發布會結束時正式宣佈為PlayStation Network和Xbox Live Arcade的可下載情節遊戲，並在PC、Nintendo 3DS、iPad和iPhone上“考慮”發布。第一集原定於2010年底發布，但推遲到2011年。由於新的一年信息匱乏，該項目於2011年4月被確認為活著。2011年5月，它宣布標題有已擴展為全零售遊戲，暫定於2011年第四季度發布。
該遊戲是第一個使用UbiArt框架的遊戲，這是一個內部圖形引擎，允許藝術家輕鬆創建內容，然後在交互式環境中使用它。由於軟件會自動處理圖像失真，因此藝術家只需擺出模型並編輯輪廓即可。 該引擎的主要目的是讓藝術家和設計師專注於藝術本身，而不必擔心遊戲開發的技術方面。 根據Yves Guillemot的說法，這款遊戲最初發佈時只有五個人正在開發。Ubisoft獲得了法國政府用於支持藝術的撥款，用於開發UbiArt工具。該引擎針對高清分辨率進行了優化，允許遊戲以每秒60幀的速度以1080p運行。 該引擎是為《雷射超人：傳奇》進一步開發的，包括動態照明和3D模型的集成。

## 評價
《雷射超人 起源》獲得了廣泛的好評。 汇总媒体網站Metacritic給出了Wii版本92/100、PlayStation Vita版本88/100、Xbox 360版本87/100、PlayStation 3版本87/100、PC版本86/100和Nintendo 3DS版本71/100  .
1UP.com給這款遊戲打了A-Rank，稱讚其多變的關卡設計，稱“《起源》的優秀之處在於它表面上保持了簡單，但最終由於關卡設計而感覺非常多樣”，並稱其為『最好的』不叫瑪利歐的2D平台遊戲。”
Eurogamer對這款遊戲的評分為8/10，稱其為“令人愉快、好玩、偶爾令人振奮的平台遊戲”，同時認為關卡設計不如瑪利歐系列，因為“同樣的想法經常重複”。GameTrailers給這款遊戲打了8.5/10 的分數。
IGN給它9.5/10 的評分，並說“《雷射超人 起源》是這一代最好看的平台遊戲，也是最有趣的。《雷射超人 起源》是同類游戲中真正實現的願景，是一場盛會，有很多動作可以從頭到尾保持新鮮感”
Joystiq給這款遊戲打了5顆星（滿分5星），稱它“體現了2D平台自16位時代鼎盛時期以來在很大程度上缺失的創造力和工藝。”
Nintendo Life給予它10/10的評分，並稱其為“2D平台的巔峰之作，無疑是Wii上最好的遊戲之一”。Nintendo Power給這款遊戲打了9.5/10的分數，稱其為“平台傑作”。

### 獎項
GameSpot將《雷射超人 起源》評為“2011年最佳平台遊戲”。IGN提名《雷射超人 起源》為“年度最佳遊戲”。Giant Bomb將《雷射超人 起源》評為2011年第十佳遊戲。

### 銷售量
儘管這款遊戲獲得了積極的評價，但它並沒有達到其銷售預期。它在美國的第一個月就賣出了50,000份。不過，育碧透露該遊戲已經盈利。

## 外部連結
- 官方网站